# Richard Kempenfelt

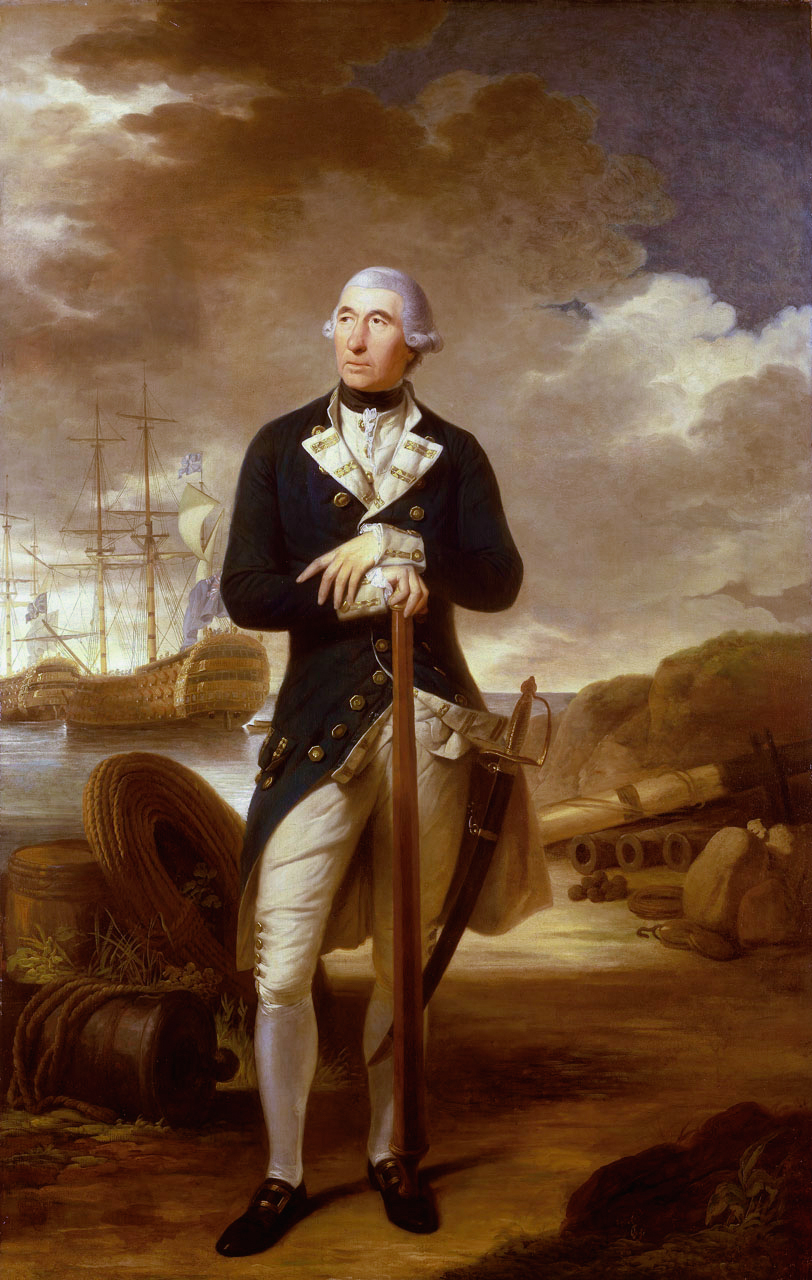
Richard Kempenfelt.

Richard Kempenfelt, född 1718 i Westminster, död den 29 augusti 1782, var en amiral i engelsk tjänst. Han var son till en svensk militär, Magnus Kempe (adlad Kempenfelt), vilken var överste för ett engelskt regemente och guvernör på ön Jersey. 
Kempenfelt ingick tidigt i engelska flottan och blev löjtnant 1740, men fick därefter vänta i sjutton år, innan han befordrades till nästa grad (så kallad postkapten). Kort därefter fick han deltaga i sjuårskriget,  i det han kommenderades med flottan under amiral Pocock till de ostindiska farvattnen och deltog som skeppskapten åt konteramiral Stevens i tre sjöslag mot fransmännen vid Koromandelkusten 1758–1759. Efter Stevens död 1761 anställdes han som skeppskapten hos amiral Cornish och deltog vid de engelska truppernas landsättning på Filippinerna. 
Han tjänade sedermera under amiralerna Hardy, Geary och Darby och utnämndes till rear-admiral (konteramiral). Han ledde 1781 anfall mot franska konvojer. På hösten 1782 var han kommenderad att åtfölja lord Howe, som skulle avgå för att undsätta Gibraltar. En dag befann sig Kempenfelt på sitt skepp Royal Georges, som låg på Spitheads redd under reparation, då plötsligt, fartyget fylldes med vatten och sjönk inom några ögonblick. Amiralen, som vid olyckstillfället var i kajutan, omkom härvid med femhundra man av besättningen.